# Николсон, Даниэль
Даниэ́ль Ни́колсон (нем. Danell Nicholson; род. 15 ноября 1967, Чикаго, США) — американский боксёр-профессионал, выступавший в тяжёлой весовой категории. Член сборной США на Летних Олимпийских играх 1992 года в Барселоне. Чемпион мира по версии IBO (1994).

## Любительская карьера
В любительской карьере участвовал в олимпийских играх. Победил британца Павела Лоусона, хорвата Желько Мавровича, а в полуфинале уступил кубинцу, Феликсу Савону.

## Профессиональная карьера
На профессиональном ринге дебютировал в октябре 1992 года.
Выиграл 10 поединков подряд, и вышел на ринг с другим непобеждённым американцем Джереми Уильямс, и потерпел своё поражение, нокаутом во 2-м раунде.
В июле 1993 года во втором раунде нокаутировал Фила Скотта (12-1).
В феврале 1994 года победил единогласным решением судей Марка Янга.
В августе 1994 года в бою за титул IBO совершил свою самую громкую победу в карьере, раздельным решением победил будущего чемпиона, Джона Руиса (18-1).
В январе 1995 года победил нокаутом во 2 раунде Терри Андерсона.
В августе 1995 года победил нокаутом во 2 раунде Энтони Уиллиса.
В октябре 1995 года встретился с Джесси Фергюссоном. Николсон доминировал весь бой и победил техническим нокаутом в 8 раунде. Это было последнее досрочное поражение Фергюсона.
В декабре 1995 года победил единогласным решением судей Даррена Хайдена.

## 1996—2000
В 1996 марте года встретился с Анджеем Голотой. Голота выигрывал бой. В середине 5-го раунда поляк боднул противника головой. Рефери снял с него одно очко. Американец взял время на восстановление и отдыхал несколько минут. В 8-м раунде Николсон пропустил множество ударов. Его тренер Эммануэль Стюард не выпустил его на 9-й раунд. Комментаторы HBO назвали это хорошим решением.
В августе 1996 года проиграл единогласным решением судей Кирку Джонсону. После этого боя Николсон выиграл 15 поединков подряд.
В апреле 1997 года победил нокаутом во 2 раунде Маркоса Гонсалеса.
В июне 1998 победил техническим нокаутом в 4 раунде Эверетта Мартина.
В январе 1999 года победил техническим нокаутом в 4 раунде Леви Биллапса.
В марте 1999 года победил единогласным решением судей Фрэнки Свинделла.
В июне 1999 года победил единогласным решением судей Абдула Мухаймина.
В августе 1999 года победил техническим нокаутом во 2 раунде Марцелла Брауна.
В феврале 2000 года победил техническим нокаутом во 2 раунде Тони Лароса.
В марте 2000 года победил техническим нокаутом во 2 раунде Терренса Льюиса.

## 2001—2003
В 2001 году Леннокс Льюис отказался встретиться с обязательным претендентом за титул IBF Крисом Бёрдом, за что был лишён титула. Титул стал вакантным, и за обладание им был объявлен турнир из 4-х бойцов: Дэвида Туа и Дэниела Николсона в 1-м полуфинале и Криса Бёрда и Мориса Харриса во 2-м полуфинале.
В марте 2001 года Дэвид Туа вышел на бой против Дэниела Николсона. В 6 раунде он сначала послал противника в нокдаун, а потом добил, отправив в чистый нокаут.
В январе 2002 года победил техническим нокаутом в 4 раунде Мелвина Фостера.
В марте 2003 года победил единогласным решением судей Сионе Асипели.
В июне 2003 года победил техническим нокаутом во 2 раунде Кена Мерфи.
В декабре 2003 года в боя за интерконтинентальный титул WBA встретился с Владимиром Кличко. Кличко победил техническим нокаутом в 4 раунде. После этого боя завершил боксёрскую карьеру.

## 2014
25 октября 2014 года в польском городе Ченстохова принял участие в показательном бою против Анджея Голоты. Это был прощальный бой польского супер- тяжеловеса которым он завершил карьеру.